# Giải đấu Four Nations 2016 (bóng đá nữ)
 Giải đấu Four Nations 2016 là giải đấu thứ 15 của Giải đấu Four Nations, một giải đấu bóng đá giao hữu dành cho bóng đá nữ được tổ chức tại Trung Quốc.

## Các đội tham gia
| Đội                  | Bảng xếp hạng FIFA (Tháng 12 năm 2015) |
| -------------------- | -------------------------------------- |
| Trung Quốc (chủ nhà) | 17                                     |
| Hàn Quốc             | 18                                     |
| México               | 26                                     |
| Việt Nam             | 29                                     |

## Địa điểm
| Phật Sơn                                           | Trung tâm Thể thao Universiade Thâm Quyến |
|                                                    | Trung tâm Thể thao Universiade Thâm Quyến |
| Sân vận động Trung tâm Thể thao Đại học Thâm Quyến | Trung tâm Thể thao Universiade Thâm Quyến |
| 22°41′50″B 114°12′44″Đ / 22,697139°B 114,212194°Đ  | Trung tâm Thể thao Universiade Thâm Quyến |
| Sức chứa: 60.334                                   | Trung tâm Thể thao Universiade Thâm Quyến |

## Bảng xếp hạng
| Đội        | ST | T | H | B | BT | BB | HS  | Đ |
| ---------- | -- | - | - | - | -- | -- | --- | - |
| Trung Quốc | 3  | 2 | 1 | 0 | 10 | 0  | +10 | 7 |
| México     | 3  | 2 | 1 | 0 | 3  | 0  | +3  | 7 |
| Hàn Quốc   | 3  | 1 | 0 | 2 | 5  | 4  | +1  | 3 |
| Việt Nam   | 3  | 0 | 0 | 3 | 0  | 14 | −14 | 0 |

## Kết quả trận đấu
| Trung Quốc | 0–0 | México |
| ---------- | --- | ------ |
|            |     |        |

| Hàn Quốc                                                                                  | 5–0 | Việt Nam |
| ----------------------------------------------------------------------------------------- | --- | -------- |
| Lee Min-a 14' · Lee Hyun-young 45+1' · Yoo Young-a 47' · Kim Soo-yun 52' · Lee So-dam 88' |     |          |

| México                   | 2–0 | Hàn Quốc |
| ------------------------ | --- | -------- |
| Pérez 5' · Monsiváis 16' |     |          |

| Trung Quốc                                                                                       | 8–0 | Việt Nam |
| ------------------------------------------------------------------------------------------------ | --- | -------- |
| Zhang Rui 12', 53' · Zhao Xue 36' · Ma Xiaoxu 50', 89' · Wang Shanshan 65', 80' · Lou Jiahui 70' |     |          |

| Trung Quốc                        | 2–0 | Hàn Quốc |
| --------------------------------- | --- | -------- |
| Ma Xiaoxu 11' · Wang Shanshan 77' |     |          |

| México        | 1–0 | Việt Nam |
| ------------- | --- | -------- |
| Domínguez 87' |     |          |